# Antonio Scaduto
Antonio Scaduto (Augusta, 1º dicembre 1977) è un canoista italiano, specializzato nel K2 500 m e nel K2 1000m e vincitore di una medaglia di bronzo nella specialità del K2 1000m alla XXIX Olimpiade di Pechino insieme con Andrea Facchin.

## Biografia
Con Andrea Facchin inizia a pagaiare sul K2, dopo che alle olimpiadi di Atene e Sydney i due avevano lottato per partecipare ai giochi olimpici sul K1. Nel 2000 si impose Antonio, nel 2004 ad avere la meglio fu invece Andrea Facchin che durante i giochi olimpici spedì un sms all'ex rivale, con la proposta di provare a costruire un K2 vincente in vista di Pechino. Al ritorno in Italia i due, grazie al ct azzurro Oreste Perri, costruiscono il K2 che regala all'Italia la medagli di bronzo ai Giochi olimpici di Pechino 2008.
Nel 2005 si è aggiudicato il bronzo ai Campionati mondiali di Zagabria nella specialità del K4 500 m.

## Palmarès
- Giochi olimpici

Pechino 2008: bronzo nel K2 1000m.
- Mondiali

Zagabria 2005: bronzo nel K4 500m.
- Giochi del Mediterraneo

Almería 2005: bronzo nel K2 1000m.